# Slalom (jeu vidéo)
Vs. Slalom est un jeu vidéo de ski développé par Rare et publié par Nintendo sur Vs. System en 1986. Il est par la suite publié sous le nom Slalom sur NES en Amérique du Nord en mars 1987 et en Europe plus tard cette même année. Le jeu est développé par Tim et Chris Stamper et la musique est composée par David Wise. Le joueur court dans une série de slaloms en descente et navigue à travers des drapeaux et des obstacles avant l'expiration d'un délai,,,,,,,,.
Slalom est le premier jeu NES développé à l'extérieur du Japon et le premier jeu des frères Stamper sorti sous la marque Rare. Les magazines des années 1980 jugent Slalom irréaliste, mais apprécient largement ses graphiques et ses animations. Slalom est réédité dans la compilation Rare Replay sur Xbox One.